# Yllenus marusiki
Yllenus marusiki es una especie de araña saltarina del género Yllenus, familia Salticidae. Fue descrita científicamente por Logunov en 1993.
Habita en Mongolia.